# Up in Arms
Up in Arms é um filme norte-americano de 1944, do gênero comédia musical, dirigido por Elliott Nugent e estrelado por Danny Kaye e Dinah Shore.